# 海諾泰斯 (阿拉巴馬州)
海諾泰（英語：Highnote）是一個位於美國阿拉巴馬州傑尼瓦縣的非建制地區。該地的面積和人口皆未知。

## 地理
海諾泰的座標為30°59′46″N 85°41′33″W / 30.99611°N 85.69250°W，而該地最高點為海拔高度51米（即167英尺）。